# Reymersholms IK
El Reymersholms IK es un equipo de fútbol de Suecia que juega en la Division 4 Estocolmo Mellestra, una de las ligas regionales que conforman la sexta categoría de fútbol en el país.

## Historia
Fue fundado el 1 de septiembre de 1899 en la capital Estocolmo originalmente como un club multideportivo, en donde sus secciones más exitosas eran las de bandy, hockey sobre hielo y fútbol, pero actualmente el club cuenta ahora solo con la sección de fútbol tanto en masculino como en femenino.
El mayor registro del club ha sido el participar en la Allsvenskan en la temporada de 1941/42, pero quedaron en último lugar entre 12 equipos y descendieron tras perder 14 de los 22 partidos que jugó. Entre 1924 y 1950 el club jugó 25 temporadas en la segunda categoría del fútbol sueco, aunque las secciones de bandy y hockey sobre hielo fueron más exitosas, ya que participaron en varias ocasiones en la primera categoría de la liga.

## Palmarés
- Division 2 Norra: 2

1939/40, 1940/41
- Division 3 Östvenska: 1

1935/36
- Division 4 Estocolmo Mellestra: 1

2004